# Başköy, Orhaneli
Başköy là một xã thuộc huyện Orhaneli, tỉnh Bursa, Thổ Nhĩ Kỳ. Dân số thời điểm năm 2011 là 282 người.